# Водомерка обыкновенная
Водомерка обыкновенная, или болотник (лат. Hydrometra stagnorum) — вид полужесткокрылых насекомых рода Hydrometra семейства палочковидных водомерок (Hydrometridae). Впервые описан в 1758 году шведским систематиком Карлом Линнеем.

## Распространение, описание
Распространён в Африке, Европе и северной Азии. Населяет пруды, канавы и водоёмы с медленным течением.
Насекомое около 13 мм длиной, тёмно-сероватого или чёрного цвета. Тело тонкое, с длинной головой. Длинные антенны внешне напоминают четвёртую пару ног. Обычно бескрылые.
Взрослые особи медленно движутся по водной глади в поисках добычи, отскакивая по воде в случае появления раздражителя. Питается личинками комаров и водяных блох.